# Hockey sur glace aux Jeux asiatiques d'hiver de 2011
Navigation
Changchun 2007 Sapporo 2017
Les tournois de hockey sur glace aux Jeux asiatiques d'hiver d'Astana et d'Almaty ont eu lieu du 28 janvier 2011 au 6 février 2011. Ils ont débuté deux jours avant la cérémonie d'ouverture prévue le 30 janvier.
Les Jeux asiatiques d'hiver sont organisés par le Conseil olympique d'Asie. Les équipes sont majoritairement, mais pas nécessairement, des sélections de fédérations nationales membres de la Fédération internationale de hockey sur glace.
À l'occasion de ces Jeux, les équipes masculines de Bahreïn et du Kirghizistan ont fait leurs débuts au niveau international.
En raison de la suspension du comité national olympique koweïtien par le comité international olympique, l'équipe du Koweït a joué sous le drapeau olympique.
Les équipes masculine et féminine du Kazakhstan remportent les deux médailles d'or en jeu. C’est la première fois que les deux tournois des Jeux asiatiques sont remportés par les sélections d'un même pays.
Le Kirghizistan s'impose en Première division masculine.

## Podiums
| Épreuves                 | Or           | Argent    | Bronze              |
| ------------------------ | ------------ | --------- | ------------------- |
| Hommes Division élite    | Kazakhstan   | Japon     | Corée du Sud        |
| Hommes Première division | Kirghizistan | Thaïlande | Émirats arabes unis |
| Femmes                   | Kazakhstan   | Japon     | Chine               |

## Tournois masculins
En raison de la différence de niveau affichée lors des Jeux précédents, deux tournois masculins sont organisés. Les trois premiers des deux tournois reçoivent des médailles. Cependant, les médailles obtenues par les équipes de première division ne comptent pas pour le classement général des médailles.
La division élite comprend quatre équipes évoluant en division I ou II au championnat du monde auxquelles s'ajoute Taïwan, double vainqueur du challenge d'Asie.
La première division comprend sept équipes évoluant en division III au championnat du monde ou sont non-mondialistes.
Les matchs sont joués au Palais des Sports à Astana.

### Division élite
Les équipes sont rassemblées au sein d'une poule unique jouée sous la forme d'un championnat à match simple. Le classement final détermine le podium. La totalité des rencontres est jouée à l'aréna 1 du Palais des Sports.
Participants
| - Kazakhstan - Japon | - Corée du Sud - Chine | - Taipei |

#### Résultats
Tous les horaires sont locaux (UTC+6).
| 31 janvier 2011 14:30  | Taïwan       | 0-22 (0-6; 0-10; 0-6)   | Corée du Sud | Aréna 1 du Palais des Sports, Astana Affluence : 450   |
| 31 janvier 2011 19:00  | Chine        | 1-7 (0-3; 0-2; 1-2)     | Japon        | Aréna 1 du Palais des Sports, Astana Affluence : 1 100 |
| 1er février 2011 14:30 | Japon        | 18-0 (4-0; 5-0; 9-0)    | Taïwan       | Aréna 1 du Palais des Sports, Astana Affluence : 950   |
| 1er février 2011 19:00 | Kazakhstan   | 14-1 (4-0; 3-0; 7-1)    | Chine        | Aréna 1 du Palais des Sports, Astana Affluence : 5 500 |
| 3 février 2011 14:30   | Japon        | 6-1 (0-1; 5-0; 1-0)     | Corée du Sud | Aréna 1 du Palais des Sports, Astana Affluence : 2 700 |
| 3 février 2011 19:00   | Kazakhstan   | 35-0 (12-0; 11-0; 12-0) | Taïwan       | Aréna 1 du Palais des Sports, Astana Affluence : 4 700 |
| 4 février 2011 14:30   | Chine        | 10-1 (3-0; 5-1; 2-0)    | Taïwan       | Aréna 1 du Palais des Sports, Astana Affluence : 1 900 |
| 4 février 2011 19:00   | Corée du Sud | 1-9 (0-3; 1-3; 0-3)     | Kazakhstan   | Aréna 1 du Palais des Sports, Astana Affluence : 5 500 |
| 6 février 2011 10:00   | Corée du Sud | 11-1 (6-0; 3-1; 2-0)    | Chine        | Aréna 1 du Palais des Sports, Astana Affluence : 1 500 |
| 6 février 2011 14:00   | Kazakhstan   | 4-1 (0-0; 2-0; 2-1)     | Japon        | Aréna 1 du Palais des Sports, Astana Affluence : 6 000 |

|                    | Équipe       | PJ | V | VP | DP | D | Pts | Bp. | Bc. | Diff. |
| ------------------ | ------------ | -- | - | -- | -- | - | --- | --- | --- | ----- |
| Médaille d'or      | Kazakhstan   | 4  | 4 | 0  | 0  | 0 | 12  | 62  | 3   | +59   |
| Médaille d'argent  | Japon        | 4  | 3 | 0  | 0  | 1 | 9   | 32  | 6   | +26   |
| Médaille de bronze | Corée du Sud | 4  | 2 | 0  | 0  | 2 | 6   | 35  | 16  | +19   |
| 4                  | Chine        | 4  | 1 | 0  | 0  | 3 | 3   | 13  | 33  | -20   |
| 5                  | Taipei       | 4  | 0 | 0  | 0  | 4 | 0   | 1   | 85  | -84   |

#### Honneurs individuels
Les meilleurs joueurs de la Division élite masculine sont, :
- Meilleur gardien : Yutaka Fukufuji ( Japon)
- Meilleur défenseur : Aaron Keller ( Japon)
- Meilleur attaquant : Vadim Krasnoslobodtsev ( Kazakhstan)
- Meilleur pointeur : Talgat Jaïlaouov ( Kazakhstan), 20 pts (5 buts et 15 aides)

### Première division
Les sept équipes sont rassemblées au sein d'une poule unique jouée sous la forme d'un championnat à match simple. Le classement final détermine le podium. Les médailles obtenues ne comptent pas pour le classement général des médailles.
Deux équipes supplémentaires auraient dû participer à la première division. L'équipe d'Inde a dû se retirer à la suite de la décision de son gouvernement de réduire la délégation indienne pour les Jeux. L'équipe du Qatar, qui avait prévu de faire ses débuts au niveau international à l'occasion de ces Jeux, a finalement décidé de ne pas participer.
La totalité des rencontres est jouée à l'aréna 2 du Palais des Sports.
Participants
| - Émirats arabes unis - Thaïlande - Malaisie | - Mongolie - Koweït | - Kirghizistan - Bahreïn |

#### Résultats
Tous les horaires sont locaux (UTC+6).
| 28 janvier 2011 13:30  | Thaïlande           | 4-15 (2-8; 1-2; 1-5)   | Kirghizistan        | Aréna 2 du Palais des Sports, Astana Affluence : 350 |
| 28 janvier 2011 17:00  | Malaisie            | 25-0 (4-0; 8-0; 13-0)  | Bahreïn             | Aréna 2 du Palais des Sports, Astana Affluence : 300 |
| 28 janvier 2011 20:30  | Mongolie            | 3-2 (1-0; 0-0; 2-2)    | Koweït              | Aréna 2 du Palais des Sports, Astana Affluence : 200 |
| 29 janvier 2011 13:30  | Émirats arabes unis | 0-14 (0-3; 0-6; 0-5)   | Kirghizistan        | Aréna 2 du Palais des Sports, Astana Affluence : 200 |
| 29 janvier 2011 17:00  | Bahreïn             | 0-29 (0-11; 0-10; 0-8) | Thaïlande           | Aréna 2 du Palais des Sports, Astana Affluence :     |
| 29 janvier 2011 20:30  | Koweït              | 7-12 (1-5; 2-4; 4-3)   | Malaisie            | Aréna 2 du Palais des Sports, Astana Affluence : 200 |
| 31 janvier 2011 13:30  | Émirats arabes unis | 25-0 (9-0; 6-0; 10-0)  | Bahreïn             | Aréna 2 du Palais des Sports, Astana Affluence : 200 |
| 31 janvier 2011 17:00  | Mongolie            | 3-13 (1-5; 0-6; 2-2)   | Kirghizistan        | Aréna 2 du Palais des Sports, Astana Affluence : 150 |
| 31 janvier 2011 20:30  | Thaïlande           | 5-3 (2-0; 0-2; 3-1)    | Koweït              | Aréna 2 du Palais des Sports, Astana Affluence : 100 |
| 1er février 2011 13:30 | Kirghizistan        | 23-2 (11-0; 8-1; 4-1)  | Malaisie            | Aréna 2 du Palais des Sports, Astana Affluence : 200 |
| 1er février 2011 17:00 | Bahreïn             | 1-21 (1-4; 0-8; 0-9)   | Mongolie            | Aréna 2 du Palais des Sports, Astana Affluence : 100 |
| 1er février 2011 20:30 | Koweït              | 2-5 (0-2; 1-1; 1-2)    | Émirats arabes unis | Aréna 2 du Palais des Sports, Astana Affluence : 200 |
| 2 février 2011 13:30   | Bahreïn             | 10-15 (2-6; 6-4; 2-5)  | Kirghizistan        | Aréna 2 du Palais des Sports, Astana Affluence : 150 |
| 2 février 2011 17:00   | Émirats arabes unis | 9-1 (0-0; 6-1; 3-0)    | Mongolie            | Aréna 2 du Palais des Sports, Astana Affluence : 300 |
| 2 février 2011 20:30   | Thaïlande           | 16-1 (7-0; 7-0; 2-1)   | Malaisie            | Aréna 2 du Palais des Sports, Astana Affluence : 300 |
| 4 février 2011 13:30   | Kirghizistan        | 15-4 (5-3; 4-0; 6-1)   | Koweït              | Aréna 2 du Palais des Sports, Astana Affluence : 200 |
| 4 février 2011 17:00   | Mongolie            | 1-7 (1-1; 0-4; 0-2)    | Thaïlande           | Aréna 2 du Palais des Sports, Astana Affluence : 100 |
| 4 février 2011 20:30   | Malaisie            | 1-7 (0-1; 1-2; 0-4)    | Émirats arabes unis | Aréna 2 du Palais des Sports, Astana Affluence : 200 |
| 5 février 2011 13:30   | Koweït              | 23-0 (6-0; 7-0; 10-0)  | Bahreïn             | Aréna 2 du Palais des Sports, Astana Affluence : 300 |
| 5 février 2011 17:00   | Malaisie            | 5-6 (1-1; 4-3; 0-2)    | Mongolie            | Aréna 2 du Palais des Sports, Astana Affluence : 200 |
| 5 février 2011 20:30   | Émirats arabes unis | 2-9 (0-1; 2-5; 0-3)    | Thaïlande           | Aréna 2 du Palais des Sports, Astana Affluence : 300 |

|                    | Équipe              | PJ | V | VP | DP | D | Pts | Bp. | Bc. | Diff. |
| ------------------ | ------------------- | -- | - | -- | -- | - | --- | --- | --- | ----- |
| Médaille d'or      | Kirghizistan        | 6  | 6 | 0  | 0  | 0 | 18  | 95  | 23  | +72   |
| Médaille d'argent  | Thaïlande           | 6  | 5 | 0  | 0  | 1 | 15  | 70  | 22  | +48   |
| Médaille de bronze | Émirats arabes unis | 6  | 4 | 0  | 0  | 2 | 12  | 48  | 27  | +21   |
| 4                  | Mongolie            | 6  | 3 | 0  | 0  | 3 | 9   | 35  | 37  | -2    |
| 5                  | Malaisie            | 6  | 2 | 0  | 0  | 4 | 6   | 46  | 59  | -13   |
| 6                  | Koweït              | 6  | 1 | 0  | 0  | 5 | 3   | 41  | 40  | +1    |
| 7                  | Bahreïn             | 6  | 0 | 0  | 0  | 6 | 0   | 11  | 138 | -127  |

#### Honneurs individuels
Les meilleurs joueurs de la Première division masculine sont, :
- Meilleur gardien : Ahmed Al Dhaher ( Émirats arabes unis)
- Meilleur défenseur : Likit Neimwan ( Thaïlande)
- Meilleur attaquant : Ban Kin Loke ( Malaisie)
- Meilleur pointeur : Artyom Kolobov ( Kirghizistan), 36 pts (13 buts et 23 aides)

## Tournoi féminin
Les équipes sont rassemblées au sein d'une poule unique jouée sous la forme d'un championnat à match simple. Le classement final détermine le podium. La totalité des rencontres est jouée au Palais des Sports Baluan Sholak à Almaty.
Participants
| - Chine - Kazakhstan | - Japon - Corée du Nord | - Corée du Sud |

### Résultats
Tous les horaires sont locaux (UTC+6).
| 28 janvier 2011 14:30  | Corée du Sud  | 0-10 (0-4, 0-3, 0-3)              | Japon         | Palais des Sports Baluan Sholak, Almaty Affluence : 1 500 |
| 28 janvier 2011 19:00  | Corée du Nord | 0-3 (0-1, 0-0, 0-2)               | Kazakhstan    | Palais des Sports Baluan Sholak, Almaty Affluence : 2 500 |
| 29 janvier 2011 14:30  | Chine         | 8-1 (1-1; 4-0; 3-0)               | Corée du Nord | Palais des Sports Baluan Sholak, Almaty Affluence : 500   |
| 29 janvier 2011 19:00  | Kazakhstan    | 11-0 (2-0; 5-0; 4-0)              | Corée du Sud  | Palais des Sports Baluan Sholak, Almaty Affluence : 2 400 |
| 31 janvier 2011 14:30  | Chine         | 10-0 (1-0; 5-0; 4-0)              | Corée du Sud  | Palais des Sports Baluan Sholak, Almaty Affluence : 700   |
| 31 janvier 2011 19:00  | Kazakhstan    | 3-2 tab (0-1; 0-1; 2-0; 0-0; 1-0) | Japon         | Palais des Sports Baluan Sholak, Almaty Affluence : 3 300 |
| 1er février 2011 14:30 | Corée du Nord | 6-1 (2-1; 2-0; 2-0)               | Corée du Sud  | Palais des Sports Baluan Sholak, Almaty Affluence : 551   |
| 1er février 2011 19:00 | Japon         | 4-3 ap (0-0; 2-1; 1-2; 1-0)       | Chine         | Palais des Sports Baluan Sholak, Almaty Affluence : 2 000 |
| 3 février 2011 11:30   | Japon         | 6-0 (2-0; 3-0; 1-0)               | Corée du Nord | Palais des Sports Baluan Sholak, Almaty Affluence : 500   |
| 3 février 2011 16:00   | Chine         | 1-4 (0-1; 0-1; 1-2)               | Kazakhstan    | Palais des Sports Baluan Sholak, Almaty Affluence : 3 700 |

|                    | Équipe        | PJ | V | VP | DP | D | Pts | Bp. | Bc. | Diff. |
| ------------------ | ------------- | -- | - | -- | -- | - | --- | --- | --- | ----- |
| Médaille d'or      | Kazakhstan    | 4  | 3 | 1  | 0  | 0 | 11  | 21  | 3   | +18   |
| Médaille d'argent  | Japon         | 4  | 2 | 1  | 1  | 0 | 9   | 22  | 6   | +16   |
| Médaille de bronze | Chine         | 4  | 2 | 0  | 1  | 1 | 7   | 22  | 9   | +13   |
| 4                  | Corée du Nord | 4  | 1 | 0  | 0  | 3 | 3   | 7   | 18  | -11   |
| 5                  | Corée du Sud  | 4  | 0 | 0  | 0  | 4 | 0   | 1   | 37  | -36   |

### Honneurs individuels
Les meilleures joueuses du tournoi féminin sont, :
- Meilleure gardienne : Darya Obydennova ( Kazakhstan)
- Meilleure défenseure : Xuetin Qi ( Chine)
- Meilleure attaquante : Tomoko Sakagami ( Japon)
- Meilleure pointeuse : Rui Sun ( Chine), 11 pts (6 buts et 5 aides)